# Клінт Ессерс
Клінт Ессерс (нід. Clint Essers, нар. 21 січня 1997, Маастрихт, Нідерланди) — нідерландський футболіст, фланговий захисник клубу «Маастрихт».

## Ігрова кар'єра

### «Фортуна (Сіттард)»
У 2007 році Клінт Ессерс приєднався до молодіжної команди клубу «Фортуна» з міста Сіттард. У квітні 2017 року футболіст провів першу гру в основі у турнірі Еерстедивізі. Вже починаючи з сезону 2017/18 Ессерс забронював постійне місце в основі і в тому ж сезоні разом з командою виборов право на підвищення в класі. У серпні 2018 року захисник вперше вийшов на гру у вищому дивізіоні чемпіонату Нідерландів.

### МВВ «Маастрихт»
Влітку 2021 року Ессерс підписав контракт з клубом Еерстедивізі «Маастрихт». 5 вересня футболіст дебютував у складі нової команди. Але травма передньої хрестоподібної зв'язки коліна змусила футболіста тривалий час залишатися поза грою.